# Такацукі (Сіґа)
Такацукі (яп. 高月町, такацукі тьо ) — містечко в Японії, у північно-східній частині префектури Сіґа. Засноване 1 грудня 1954 року шляхом злиття таких населених пунктів:
- містечка Мінамі-Томінаґа повіту Іка (伊香郡 南富永村),
- містечка Кіта-Томінаґа (北富永村),
- села Кохорі (古保利村).

Такацукі відоме буддистським храмом Тоґандзі (渡岸寺), в якому зберігається статуя одинадцятиликої бодхісаттви Каннон, Національного скарбу Японії. Крім цього, місцевість Кохорі в містечку знана завдяки курганним похованням.